# 克拉斯诺卡缅斯克 (克拉斯诺亚尔斯克边疆区)
克拉斯诺卡缅斯克（羅馬化：Krasnokamensk）是俄罗斯克拉斯诺亚尔斯克边疆区的市级镇，属库拉吉诺区，地处克拉斯诺亚尔斯克边疆区南部，在区行政中心库拉吉诺东北、边疆区首府克拉斯诺亚尔斯克南偏东方。镇内有一人工湖泽尔卡利诺耶湖。
该地2021年人口有4,046人；2010年人口4,667；2002年人口4,848；1989年人口5,325。